# Agustín Soria
Agustín Nicolás Soría Silvera (ur. 30 listopada 2004 w Montevideo) – urugwajski piłkarz występujący na pozycji środkowego pomocnika lub prawego obrońcy, od 2024 roku zawodnik Defensora Sporting.